# Gepárd M1
A Gepárd M1 egy 12,7 mm-es nehéz mesterlövészpuska, a Gepárd-fegyvercsalád első modellje. Rendeltetése a gyengén páncélozott célok megsemmisítése 2000 m-en belül.

## Története
A nyolcvanas évek közepére szükségessé vált egy olyan speciális lövészfegyver kialakítása, amely a szokásosnál nagyobb lőtávolságon (800–1200 m) képes egyéni-, vagy kollektív páncélzattal védett célpontok támadására. Vagyis egy a második világháborúban alkalmazott páncéltörő ún. "nehézpuska" korszerűsített változatát igényelték a csapatok.
A fejlesztés 1987-ben a Haditechnikai Intézet önálló kezdeményezésére indult, külön érdekesség volt, hogy a kivitelezést nem ipari nagyvállalat, hanem egy kis vállalkozó végezte.
A fegyvernek három alapkövetelményt kellett teljesítenie: a fegyver visszahatása a lövőre kisebb legyen, mint a 12-es sörétes fegyver hatása gyöngysörét alkalmazásakor; álló célpontot 1200 m-ig egy lövéssel kell leküzdeni; 100 m-en a szóráskép nem lehet rosszabb, mint az SZVD puska szórásképe.
A fegyver tervezését a Haditechnikai Intézet szakemberei végezték. A feltételek szerint egylövetű fegyvert terveztek, majd a fegyver vizsgálata során kiderült, hogy egy teherbíróbb irányzékot is kellett tervezni. A fegyvert sikeres csapatpróba után 1991-ben rendszeresítették a Magyar Honvédségben. Azóta több újabb verziót is kifejlesztettek, azonban az M2-M4 típusoknak kisebb a pontossága.
A fegyvercsalád kidolgozásában a HTI részéről Földi Ferenc mérnök ezredes, Piroska György és Egerszegi János vett részt.

## Szerkezeti kialakítása és jellemzői
A fegyver hátrarúgása alacsony. Ez a tripla energiaelnyelésnek köszönhető, amelyben részt vesz a csőszájfék, a rugalmas ütközővel ellátott válltámasz és a szilárd feltámasztást adó mellső villaláb és az állítható hátsó láb . A szigorú alapkövetelmények miatt a fegyvercsövet nem rögzíthették egyszerűen a tokozathoz. Az igen finoman megmunkált csúszkarendszer lehetővé tette, hogy a puskacső a lövegeknél megismert hátrasiklást végezze, így jelentősen csökkenteti a hátrafelé ható energiát. A szerkezeti felépítés alapján az ütésszerű hatást átalakították toló jellegűvé.
A tok feladata a cső megvezetése és a terhelés átadása. A további csillapításhoz nagy teljesítményű csőszájféket terveztek. Az automatika kizárásával számos zavaró nyomaték kialakulását küszöbölték ki. A fegyver a mesterlövész feladat jellegének megfelelően egylövetű. A remek szóráskép érdekében lemondtak az automatikus töltésről.
Mivel a hazai 12,7 mm-es fegyvercső kovácsolásához nincs ipari kapacitás, továbbá a speciális fegyver várhatóan alacsony példányszáma miatt külföldi csövek közül választottak. Legmegfelelőbb az NSZVT géppuska 1100 mm-es hosszú krómozott változata volt. Bár átlagosan öt bevizsgált csőből csak egy felelt meg a fegyver követelményeinek. A puskához önállóan tervezett zárszerkezetet készítettek. A hagyományos irányzékok sem bírták ki a nagy erőket, így 300 g-s terhelést elviselő optikai irányzékot terveztek és készítettek.
A fegyvertokhoz  mellső villaláb és állítható hátsó láb kapcsolódik, amely az esetleges talajegyetlenség kiküszöbölését segíti. A vállpárna tüzeléskor a tusába süllyedve lehetővé teszi a cső hátrasiklását. Az arcpárna kialakítása segíti a lövő szem magassága szerinti megfelelő távolság beállítását.
A fegyver szétszerelt állapotban, csővázas hátizsákban szállítható. A hátizsák egyben fegyverállványként is alkalmazható.
Szórása megfelelő lőszerrel, 0,7 szögperc (MOA), vagyis 1000 m-en kb. 20 cm a szórása szélcsendben. A nagy és nehéz lövedék azonban kevésbé érzékeny a szélre, mint a normál mesterlövészpuskák kisebb tömegű lövedékei.
A GEPÁRD puskák magyar fejlesztésű speciális 12x60-as, 6x42-es, vagy single point optikai irányzékokkal láthatók el, de az M1 változaton kívül mindegyiknek van mechanikus szükségirányzéka is. Az optikai irányzékok 300 g terhelés elviselésére készültek, szállemez megvilágítással és beszabályozási lehetőséggel rendelkeznek. Az optikai irányzékokra a készletezett adapterrel felszerelhető (előtétként) a norvég SIMRAD KN202F csillagfény-erősítős éjjellátó készülék, mely segítségével az álló alak méretű célok 800 m-ig leküzdhetők. A személyvédelmi-közelharc fegyver tervezett irányzéka nagy érzékenységű videókamerával kombinált videoszemüveg optikai irányzék, amely lehetővé teszi a célzást anélkül, hogy a fegyvert (hagyományos módon) a szem magasságába kellene emelni. Emiatt jelentősen lerövidül a lövész reakcióideje.

## Műszaki adatok
- Tömeg: 18 kg
- Célzott lőtávolság: 2500 m, álló alakra 2200 m
- Páncélátütő képesség: 100 m-en 25 mm, 800 m-en 15 mm
- Lőszer: 12,7 × 107 mm (orosz szabványú)

## Külső hivatkozások
- A Gepárd puskák (Bemutató a BJFK honlapján)
- Gepárd M1-t bemutató cikk a Haditechnika folyóiratban